# Titanomachya gimenezi
Titanomachya gimenezi es la única especie conocida del género extinto Titanomachya de dinosaurio saurópodo saltasauroide, que vivió a finales del período Cretácico, hace aproximadamente 69 millones de años, durante el Maastrichtiense, en lo que es hoy Sudamérica. Sus fósiles fueron encontrados en la Formación La Colonia del Cretácico Superior de la provincia del Chubut, Argentina.

## Descripción
Titanomachya es un pequeño titanosauriano, con una longitud estimada de 6 m.Probablemente pesaba entre 5,8 y 9,8 tn, con una masa corporal media de 7,8 tn. El espécimen holotipo era un adulto de tamaño similar al de algunos saltasáuridos relacionados, como Neuquensaurus y Saltasaurus, pero pudo haber pesado más, como lo indica un astrágalo modificado para mejorar la carga de peso. La morfología del astrágalo es intermedia entre los colososaurios y los saltasauroides.

## Descubrimiento e investigación
El espécimen holotipo de Titanomachya , MPEF Pv 11547, fue descubierto en sedimentos de la Formación La Colonia cerca de la montaña Cerro Bayo y el cráter Bajada del Diablo en la provincia de Chubut en la Patagonia, Argentina. El espécimen consta de un esqueleto incompleto y parcialmente articulado , que incluye una vértebra caudal , varias costillas fragmentarias, dos arcos hemales , el húmero izquierdo , fragmentos de la cintura pélvica , parte de ambos fémures , ambas tibias y peroné , y partes de ambos astrágalos. Titanomachya representa el primer titanosaurio saltasauroide descubierto en sedimentos de la Patagonia Central que datan de finales del Cretácico. El único otro saltasauroide del Macizo Patagónico Norte es el Dreadnoughtus de edad similar de la Formación Cerro Fortaleza de Argentina.
En 2024, Pérez-Moreno et al. describió a Titanomachya gimenezi como un nuevo género y especie de saurópodo titanosauriano basándose en estos restos fósiles. También se conocen de la formación dos vértebras caudales parciales pertenecientes a titanosaurios saltasauroides, pero no fueron referidas a Titanomachya. El nombre genérico, Titanomachya, hace honor a la Titanomaquia de la mitología griega, la batalla donde los dioses olímpicos lucharon contra los Titanes, derrotando a estos últimos. Esto se refiere a cómo se encontró el dinosaurio en la época en que los titanosaurios se extinguieron. El nombre específico, gimenezi, honra a Olga Giménez, la primera paleontóloga que estudió los dinosaurios de la provincia de Chubut, Argentina.

## Descripción
Se estima que Titanomachya pesaba entre 5,8 y 9,8 toneladas, lo que lo convierte en un tamaño mediano para un titanosaurio. Si bien tenía un tamaño similar al de los saltasáuridos relacionados Neuquensaurus y Saltasaurus, es posible que haya tenido una masa corporal más pesada cuando estaba completamente desarrollado.

## Clasificación
Pérez-Moreno et al. (2024) introdujeron a Titanomachya en un análisis filogenético y descubrieron que estaba en el clado Lithostrotia, a su vez encontrado como un subclado de Saltasauroidea. Este resultado es similar al encontrado en la descripción de 2023 de Bustingorrytitan.

### Filogenia
Los resultados de Pérez-Moreno et al. se muestran en el cladograma a continuación.

|  | Rapetosaurus                                                  |
|  |                                                               |
|  | Opisthocoelicaudia                                            |
|  |                                                               |
|  | Titanomachya                                                  |
|  |                                                               |
|  | \| \| Saltasaurus \| \| \| \| \| \| Neuquensaurus \| \| \| \| |
|  |                                                               |
|  | Saltasaurus                                                   |
|  |                                                               |
|  | Neuquensaurus                                                 |
|  |                                                               |

|  | Saltasaurus   |
|  |               |
|  | Neuquensaurus |
|  |               |

|  | Rapetosaurus                                                  |
|  |                                                               |
|  | Opisthocoelicaudia                                            |
|  |                                                               |
|  | Titanomachya                                                  |
|  |                                                               |
|  | \| \| Saltasaurus \| \| \| \| \| \| Neuquensaurus \| \| \| \| |
|  |                                                               |
|  | Saltasaurus                                                   |
|  |                                                               |
|  | Neuquensaurus                                                 |
|  |                                                               |

|  | Saltasaurus   |
|  |               |
|  | Neuquensaurus |
|  |               |

|  | Rapetosaurus                                                  |
|  |                                                               |
|  | Opisthocoelicaudia                                            |
|  |                                                               |
|  | Titanomachya                                                  |
|  |                                                               |
|  | \| \| Saltasaurus \| \| \| \| \| \| Neuquensaurus \| \| \| \| |
|  |                                                               |
|  | Saltasaurus                                                   |
|  |                                                               |
|  | Neuquensaurus                                                 |
|  |                                                               |

|  | Saltasaurus   |
|  |               |
|  | Neuquensaurus |
|  |               |

|  | Rapetosaurus                                                  |
|  |                                                               |
|  | Opisthocoelicaudia                                            |
|  |                                                               |
|  | Titanomachya                                                  |
|  |                                                               |
|  | \| \| Saltasaurus \| \| \| \| \| \| Neuquensaurus \| \| \| \| |
|  |                                                               |
|  | Saltasaurus                                                   |
|  |                                                               |
|  | Neuquensaurus                                                 |
|  |                                                               |

|  | Saltasaurus   |
|  |               |
|  | Neuquensaurus |
|  |               |

|  | Rapetosaurus                                                  |
|  |                                                               |
|  | Opisthocoelicaudia                                            |
|  |                                                               |
|  | Titanomachya                                                  |
|  |                                                               |
|  | \| \| Saltasaurus \| \| \| \| \| \| Neuquensaurus \| \| \| \| |
|  |                                                               |
|  | Saltasaurus                                                   |
|  |                                                               |
|  | Neuquensaurus                                                 |
|  |                                                               |

|  | Saltasaurus   |
|  |               |
|  | Neuquensaurus |
|  |               |

|  | Rapetosaurus                                                  |
|  |                                                               |
|  | Opisthocoelicaudia                                            |
|  |                                                               |
|  | Titanomachya                                                  |
|  |                                                               |
|  | \| \| Saltasaurus \| \| \| \| \| \| Neuquensaurus \| \| \| \| |
|  |                                                               |
|  | Saltasaurus                                                   |
|  |                                                               |
|  | Neuquensaurus                                                 |
|  |                                                               |

|  | Saltasaurus   |
|  |               |
|  | Neuquensaurus |
|  |               |

|  | Rapetosaurus                                                  |
|  |                                                               |
|  | Opisthocoelicaudia                                            |
|  |                                                               |
|  | Titanomachya                                                  |
|  |                                                               |
|  | \| \| Saltasaurus \| \| \| \| \| \| Neuquensaurus \| \| \| \| |
|  |                                                               |
|  | Saltasaurus                                                   |
|  |                                                               |
|  | Neuquensaurus                                                 |
|  |                                                               |

|  | Saltasaurus   |
|  |               |
|  | Neuquensaurus |
|  |               |

|  | Rapetosaurus                                                  |
|  |                                                               |
|  | Opisthocoelicaudia                                            |
|  |                                                               |
|  | Titanomachya                                                  |
|  |                                                               |
|  | \| \| Saltasaurus \| \| \| \| \| \| Neuquensaurus \| \| \| \| |
|  |                                                               |
|  | Saltasaurus                                                   |
|  |                                                               |
|  | Neuquensaurus                                                 |
|  |                                                               |

|  | Saltasaurus   |
|  |               |
|  | Neuquensaurus |
|  |               |

|  | Rapetosaurus                                                  |
|  |                                                               |
|  | Opisthocoelicaudia                                            |
|  |                                                               |
|  | Titanomachya                                                  |
|  |                                                               |
|  | \| \| Saltasaurus \| \| \| \| \| \| Neuquensaurus \| \| \| \| |
|  |                                                               |
|  | Saltasaurus                                                   |
|  |                                                               |
|  | Neuquensaurus                                                 |
|  |                                                               |

|  | Saltasaurus   |
|  |               |
|  | Neuquensaurus |
|  |               |

|  | Rapetosaurus                                                  |
|  |                                                               |
|  | Opisthocoelicaudia                                            |
|  |                                                               |
|  | Titanomachya                                                  |
|  |                                                               |
|  | \| \| Saltasaurus \| \| \| \| \| \| Neuquensaurus \| \| \| \| |
|  |                                                               |
|  | Saltasaurus                                                   |
|  |                                                               |
|  | Neuquensaurus                                                 |
|  |                                                               |

|  | Saltasaurus   |
|  |               |
|  | Neuquensaurus |
|  |               |

|  | Rapetosaurus                                                  |
|  |                                                               |
|  | Opisthocoelicaudia                                            |
|  |                                                               |
|  | Titanomachya                                                  |
|  |                                                               |
|  | \| \| Saltasaurus \| \| \| \| \| \| Neuquensaurus \| \| \| \| |
|  |                                                               |
|  | Saltasaurus                                                   |
|  |                                                               |
|  | Neuquensaurus                                                 |
|  |                                                               |

|  | Saltasaurus   |
|  |               |
|  | Neuquensaurus |
|  |               |

|  | Rapetosaurus                                                  |
|  |                                                               |
|  | Opisthocoelicaudia                                            |
|  |                                                               |
|  | Titanomachya                                                  |
|  |                                                               |
|  | \| \| Saltasaurus \| \| \| \| \| \| Neuquensaurus \| \| \| \| |
|  |                                                               |
|  | Saltasaurus                                                   |
|  |                                                               |
|  | Neuquensaurus                                                 |
|  |                                                               |

|  | Saltasaurus   |
|  |               |
|  | Neuquensaurus |
|  |               |

|  | Rapetosaurus                                                  |
|  |                                                               |
|  | Opisthocoelicaudia                                            |
|  |                                                               |
|  | Titanomachya                                                  |
|  |                                                               |
|  | \| \| Saltasaurus \| \| \| \| \| \| Neuquensaurus \| \| \| \| |
|  |                                                               |
|  | Saltasaurus                                                   |
|  |                                                               |
|  | Neuquensaurus                                                 |
|  |                                                               |

|  | Saltasaurus   |
|  |               |
|  | Neuquensaurus |
|  |               |

|  | Rapetosaurus                                                  |
|  |                                                               |
|  | Opisthocoelicaudia                                            |
|  |                                                               |
|  | Titanomachya                                                  |
|  |                                                               |
|  | \| \| Saltasaurus \| \| \| \| \| \| Neuquensaurus \| \| \| \| |
|  |                                                               |
|  | Saltasaurus                                                   |
|  |                                                               |
|  | Neuquensaurus                                                 |
|  |                                                               |

|  | Saltasaurus   |
|  |               |
|  | Neuquensaurus |
|  |               |

|  | Rapetosaurus                                                  |
|  |                                                               |
|  | Opisthocoelicaudia                                            |
|  |                                                               |
|  | Titanomachya                                                  |
|  |                                                               |
|  | \| \| Saltasaurus \| \| \| \| \| \| Neuquensaurus \| \| \| \| |
|  |                                                               |
|  | Saltasaurus                                                   |
|  |                                                               |
|  | Neuquensaurus                                                 |
|  |                                                               |

|  | Saltasaurus   |
|  |               |
|  | Neuquensaurus |
|  |               |

|  | Rapetosaurus                                                  |
|  |                                                               |
|  | Opisthocoelicaudia                                            |
|  |                                                               |
|  | Titanomachya                                                  |
|  |                                                               |
|  | \| \| Saltasaurus \| \| \| \| \| \| Neuquensaurus \| \| \| \| |
|  |                                                               |
|  | Saltasaurus                                                   |
|  |                                                               |
|  | Neuquensaurus                                                 |
|  |                                                               |

|  | Saltasaurus   |
|  |               |
|  | Neuquensaurus |
|  |               |

## Paleoambiente
Titanomachya se encontró en afloramientos de la Formación La Colonia , que data del límite Maastrichtiano-Paleoceno. La Formación La Colonia es conocida por los fósiles del terópodo abelisáurido Carnotaurus, así como por fósiles de animales marinos como la tortuga Patagoniaemys y el plesiosaurio Chubutinectes. Si bien Titanomachya es el primer dinosaurio herbívoro nombrado en este ecosistema, también se han encontrado restos de hadrosáuridos y anquilosaurianos indeterminados. El pequeño tamaño adulto de Titanomachya en comparación con los titanosaurios gigantes puede haber sido el resultado de la competencia con una mayor diversidad de estos otros herbívoros.